# NGC 6264
NGC 6264 (другие обозначения — MCG 5-40-9, ZWG 169.15, PGC 59306) — спиральная галактика с перемычкой (SBb) в созвездии Геркулес.
Этот объект входит в число перечисленных в оригинальной редакции «Нового общего каталога».